# Бабин Яр. Голосами
«Бабин Яр. Голосами» — збірка поезій української поетеси Маріанни Кіяновської, присвячена масовим розтрілам в урочищі Бабин яр. Вважається однією з перших книжок в українській літературі, що опрацьовує тему Голокосту.
За цю збірку авторку було нагороджено Шевченківською премією в галузі літератури за 2020-й рік.

## Рецепція
Збірка потрапила до короткого списку премії Літакцент року. Згідно традиції конкурсу, всі члени журі написали свої відгуки на неї.

#### Інтерв'ю
- «Все починається з мови насилля»: Маріанна Кіяновська про Бабин Яр, особисту трагедію та відновлення пам’яті [Архівовано 25 січня 2021 у Wayback Machine.]
- Голокост став частиною історії України: Маріанна Кіяновська про «Бабин Яр. Голосами»
- Маріанна Кіяновська: «Нашій культурі найбільше бракує ключової інституції — співрозмовника» [Архівовано 23 квітня 2021 у Wayback Machine.]
- Голоси Бабиного яру ожили у поезії Маріанни Кіяновської [Архівовано 23 квітня 2021 у Wayback Machine.]
- Говоримо з лауреаткою Шевченківської премії Маріанною Кіяновською [Архівовано 27 квітня 2021 у Wayback Machine.]

#### Рецензії
- Плач Рахилі [Архівовано 27 квітня 2021 у Wayback Machine.]
- Ув’язнені у розстріляну вічність: «Бабин Яр. Голосами» Кіяновської [Архівовано 23 квітня 2021 у Wayback Machine.]